# Fabio Lione

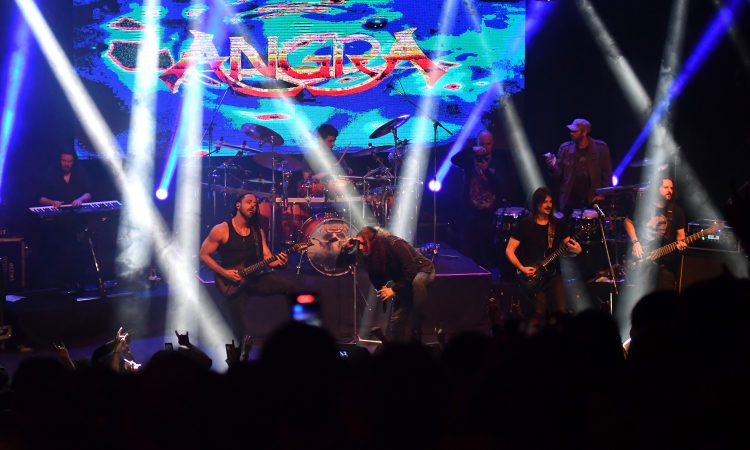
Fabio Lione com o Angra em 2022

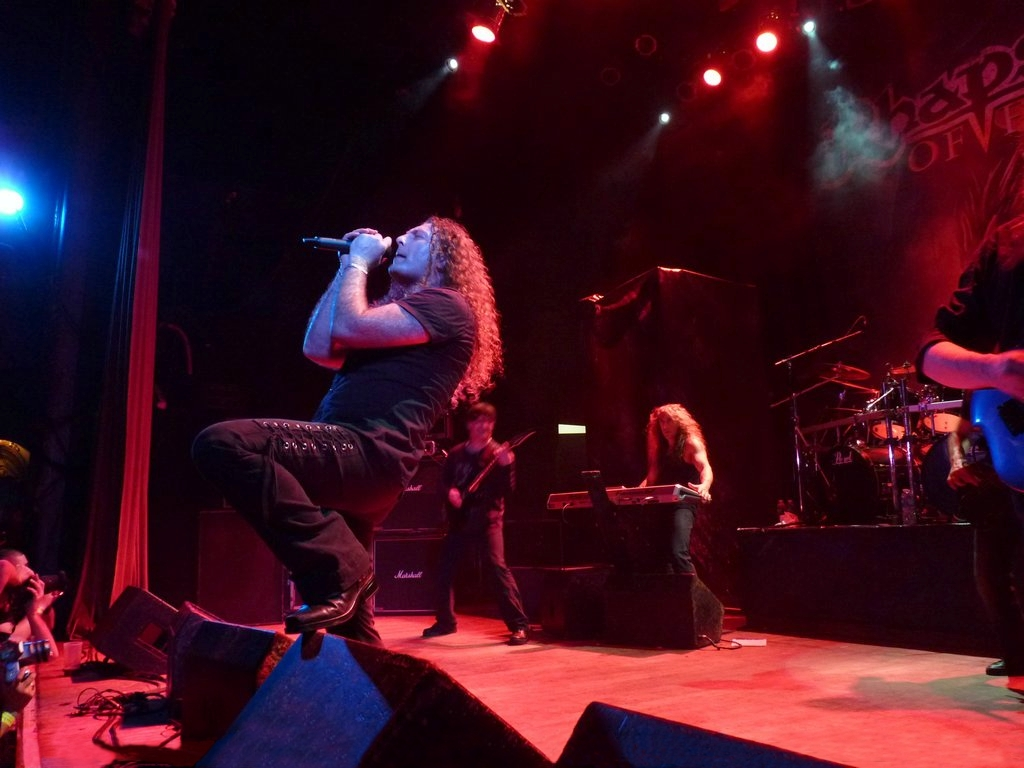
Fabio Lione no (Rhapsody of Fire) em 2010 na
(Argentina)

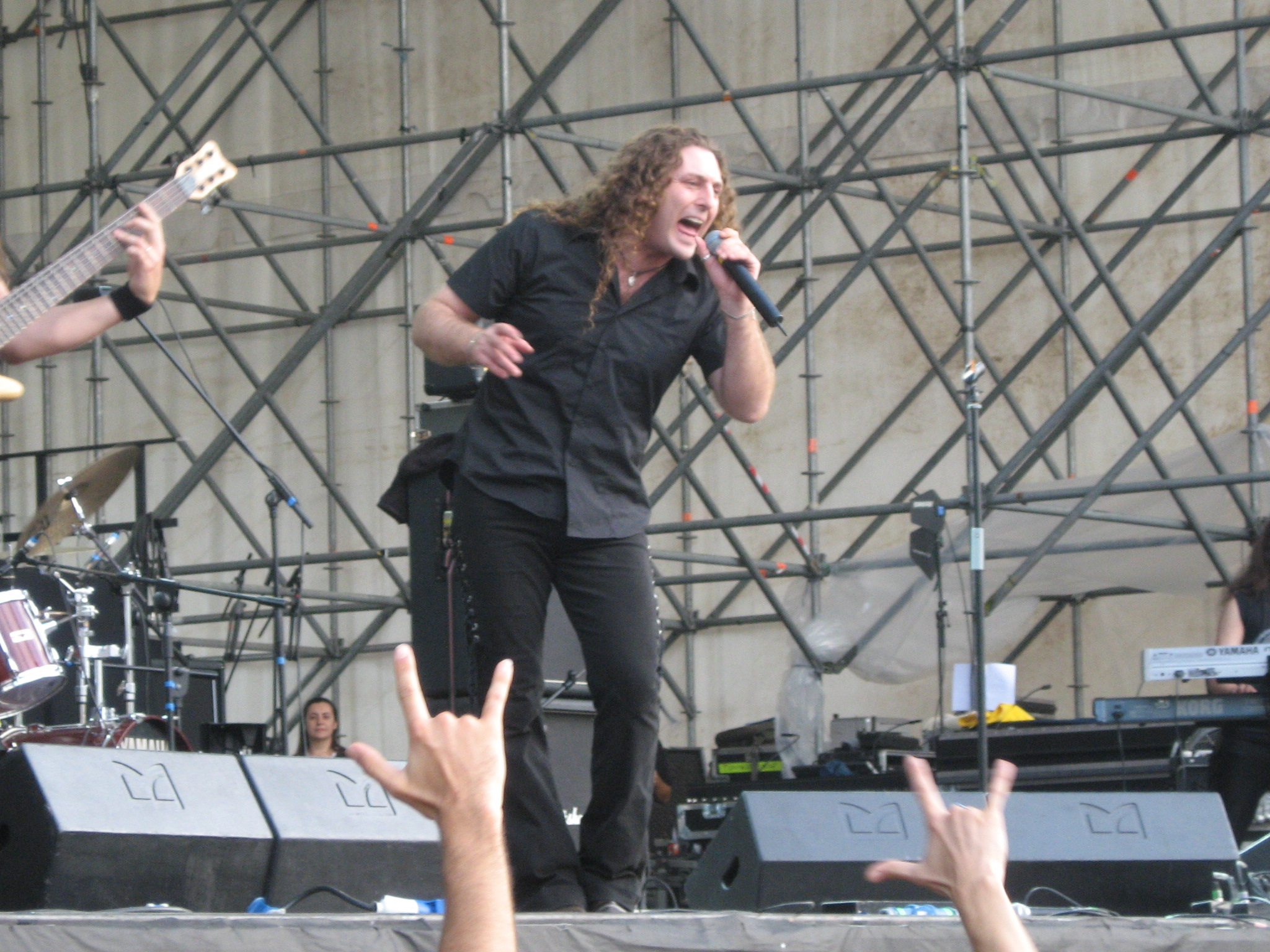
Fabio Lione em 2008

Fabio Tordiglione (Pisa, 9 de outubro de 1973), mais conhecido como Fabio Lione, é um cantor italiano.
Já participou como vocalista de bandas como Labyrinth, Athena, Vision Divine, Rhapsody of Fire e Eternal Idol e é o atual vocalista do Angra. Fabio Lione também cantou na banda norte americana Kamelot temporariamente (2010 a 2012) após saída do vocalista Roy Khan.
Em janeiro de 2025, Fabio deu início a sua primeira turnê solo pelo Brasil, intitulada Epic Tales Brasil Tour, com 20 datas, acompanhado pela banda paulista de power metal, Enorion. O setlist foi composto por clássicos de bandas por onde Lione passou, como Rhapsody, Angra, Vision Divine, Kamelot, além de covers de metal, como Scorpions, Europe e Iron Maiden.

## Carreira

### Rhapsody of Fire
Em 2016, lançou com a banda Rhapsody of Fire o álbum Into the Legend, com todas as letras escritas por Lione. Após uma pequena turnê promovendo o álbum, o vocalista anunciou em 28 de setembro que estava se separando da banda.
De abril de 2017 a março de 2018, ele se juntou a Turilli e seus ex-colegas de banda para se apresentar na turnê Rhapsody's 20th Anniversary Farewell Tour.

### Turilli / Lione Rhapsody
Em dezembro de 2018, Fabio Lione e Luca Turilli anunciaram que formaram uma nova banda: Turilli / Lione Rhapsody. A eles se juntam os ex-membros Alex Holzwarth, Patrice Guers e Dominique Leurqin.
Eles lançaram seu álbum de estreia Zero Gravity: Rebirth and Evolution em 5 de julho de 2019.

### Kamelot
Em 16 de dezembro de 2010, a banda americana de power metal Kamelot anunciou que Lione assumiria as funções do vocalista Roy Khan em sua turnê de lançamento do álbum Poetry for the Poisoned devido à saída de Khan da banda por problemas médicos e pessoais.

### Angra
Em janeiro de 2013, Lione esteve nos palcos com banda de metal progressivo brasileira Angra. Os shows foram um grande sucesso, fazendo com que se reunissem novamente no festival Live n 'Louder, em São Paulo.
Depois disso, a banda saiu em uma turnê especial, comemorando os 20 anos do lançamento de seu primeiro disco, Angels Cry. Foram 11 shows na América Latina e o lançamento de um novo DVD, gravado no último show em São Paulo. O Angra, com participação de Fabio Lione, também tocou no Japão como co-headliner no festival Loud Park 13, cuja recepção foi muito positiva. A turnê comemorativa do Angels Cry continuou com outros 14 shows na América Latina e mais quatro na Europa. Na sequência, eles entram em estúdio para gravação de um novo álbum, com Fabio Lione assumindo definitivamente os vocais.
Em 2021, se une ao colega de Angra Marcelo Barbosa e realiza um série de shows chamado “Rocking Your Life Acoustic Tour”.
Em 15 de novembro de 2023, participa do show do Saxon no Tokio Marine Hall, em São Paulo, cantando, ao lado de Biff Byford, o hit “Ride Like the Wind”.
No final de 2023, foi eleito pelos leitores da revista Roadie Crew como o "Melhor Vocalista Internacional".

## Discografia
Com o Rhapsody of Fire
- Legendary Tales (1997)
- Symphony of Enchanted Lands (1998)
- Emerald Sword (single) (1998)
- Dawn of Victory (2000)
- Holy Thunderforce (single) (2000)
- Rain of a Thousand Flames (2001)
- Power of the Dragonflame (2002)
- The Dark Secret (EP) (2004)
- Symphony of Enchanted Lands II: The Dark Secret (2004)
- The Magic of the Wizard's Dream (single) (2005)
- Live in Canada 2005: The Dark Secret (2006)
- Triumph or Agony (2006)
- The Frozen Tears of Angels (2010)
- The Cold Embrace of Fear – A Dark Romantic Symphony (EP) (2010)
- From Chaos To Eternity (2011)
- Dark Wings of Steel (2013)
- Into The Legend (2016)

Com o Labyrinth
- Piece of Time (EP) (1995)
- No Limits (1996)

Com o Athena XIX
- A New Religion? (1998)
- Everflow Part 1: Frames of Humanity (2024)

Com o Vision Divine
- Vision Divine (1999)
- Send Me an Angel (2002)
- 9 Degrees West of the Moon (2009)
- Destination Set To Nowhere (2012)

Com o Ayreon
- Universal Migrator Part 2: Flight of the Migrator ("Through the Wormhole") (1999)

Com o Sebastien
- Tears of White Roses (2010)

Com o Thy Majestie
- ShiHuangDi (2012)

Com o Hollow Haze
- Countdown to Revenge (2013)

Com o Angra

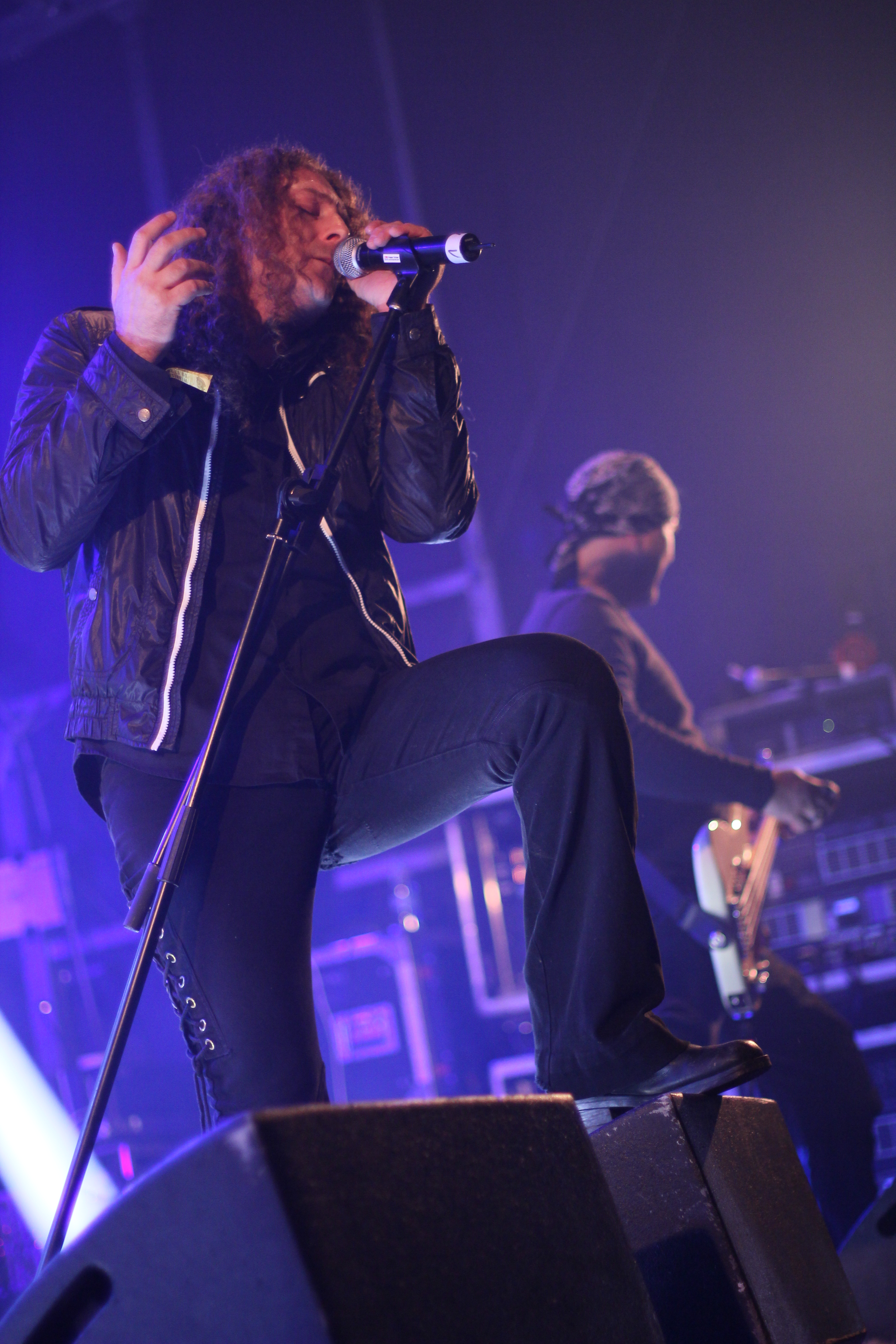
Fabio Lione com o Rhapsody of Fire em 2014

- Angels Cry 20th Anniversary Tour (Live CD + DVD) (2013)
- Secret Garden (2014)
- Ømni (2018)
- Ømni Live (Live CD + DVD) (2021)
- Cycles of Pain (2023)
- Acoustic – Live at Opera de Arame (Live CD + DVD) (2024)

Com o Eternal Idol
- The Unrevealed Secret (2016)
- Renaissance (2020)

Com o Spirits of Fire

- Embrace the Unknown (2022)

Outros trabalhos

- Beto Vázquez Infinity / Battle of Valmourt (2001)
- Beto Vázquez Infinity / Beto Vázquez Infinity (2001)
- The Keepers of Jericho/ Vários Artists (2000)
- J.Storm Eurobeat Songs
- Lione/Conti (2020)